# Goodenia subauriculata
Goodenia subauriculata är en tvåhjärtbladig växtart som beskrevs av Cyril Tenison White. Goodenia subauriculata ingår i släktet Goodenia och familjen Goodeniaceae. Inga underarter finns listade i Catalogue of Life.